# Benoît Cheyrou
Benoît Cheyrou (* 3. Mai 1981 in Suresnes) ist ein ehemaliger französischer Fußballspieler.

## Karriere
Während der Saison 1999/2000 bestritt der zentrale Mittelfeldspieler an der Seite seines Bruders Bruno Cheyrou seine ersten Profieinsätze in der Ligue 2 beim OSC Lille. Aufgrund des Aufstiegs seines Klubs ein Jahr später durfte er sich auch über seine ersten Einsätze in der Ligue 1 freuen. In seinem dritten Jahr bei den Nordfranzosen war er auch erstmals Stammspieler und bestritt sogar vier Spiele in der UEFA Champions League. Benoît Cheyrou avancierte in den kommenden beiden Jahren immer mehr zum Leistungsträger und wechselte schließlich vor der Saison 2004/05 zum AJ Auxerre, da sich Lille nicht mehr für einen internationalen Wettbewerb qualifizieren konnte.
Beim AJ Auxerre verbrachte er drei Jahre als einer der Stützen des Teams und nahm auch stets am UEFA-Pokal teil. Im Juni 2007 unterschrieb er einen Vier-Jahres-Vertrag beim Vizemeister Olympique Marseille, wo er die Möglichkeit besitzt, an der UEFA Champions League teilzunehmen. Die Ablöse betrug ungefähr fünf Millionen Euro.
Im Januar 2015 wechselte er zum Toronto FC aus der Major League Soccer, wo er am Ende der Saison 2017 seine Karriere beendete.